# Ukrainizacja
Ukrainizacja – proces przyswajania lub przymusowego narzucania języka lub kultury ukraińskiej.
Jednym z przejawów ukrainizacji była tzw. polityka ukrainizacji prowadzona w Ukraińskiej Socjalistycznej Republice Radzieckiej w latach 1923–1929, która była częścią polityki korienizacji. Celem ukrainizacji w tym okresie było wzmocnienie władzy radzieckiej na obszarze Ukraińskiej SRR przez koncesje w formie wprowadzenia języka ukraińskiego w szkołach, publikacji i innych dziedzinach życia kulturalnego i w administracji. Ukrainizacja ta trwała do lat 1932–1933 i ostatecznie zastąpiła ją polityka rusyfikacyjna.
Przejawem ukrainizacji była również m.in. ukrainizacja Zakarpacia w okresie międzywojennym, czy ukrainizacja ziemi chełmskiej odbywająca się w latach II wojny światowej. Ukraińcy postanowili wówczas wykorzystać swoją uprzywilejowaną pozycję nadaną przez okupanta niemieckiego. Po zakończeniu II wojny światowej i przymusowym wysiedleniu tutejszej ludności polskiej została przeprowadzona ukrainizacja Lwowa.